# Jacinto Barquín
Jacinto Barquín (1915. szeptember 3. – ?), kubai válogatott labdarúgó.
A kubai válogatott tagjaként részt vett az 1938-as világbajnokságon.

## Külső hivatkozások
- Jacinto Barquín – a FIFA adatbázisában